# Ichthydium (Ichthydium) podura
Ichthydium (Ichthydium) podura is een buikharige uit de familie Chaetonotidae. Het dier komt uit het geslacht Ichthydium. Ichthydium (Ichthydium) podura werd in 1773 voor het eerst wetenschappelijk beschreven door Müller. 